# Grote Prijs Vermarc Sport 2021
De 2e editie van de Belgische wielerwedstrijd Grote Prijs Vermarc Sport werd verreden op 15 mei 2021. De start en finish vonden plaats in Rotselaar. De winnaar was Álvaro Hodeg, gevolgd door Brent Clé en Arnaud De Lie.

## Uitslag
| Grote Prijs Vermarc Sport 2021 |                     |                            |            |
| Plaats                         | Naam                | Ploeg                      | Tijd       |
| Winnaar                        | Álvaro Hodeg        | Deceuninck-Quick-Step      | 3u 39' 47" |
| 2                              | Brent Clé           | Stageco Cycling Team       | z.t.       |
| 3                              | Arnaud De Lie       | Lotto Soudal               | 12"        |
| 4                              | Bert Van Lerberghe  | Deceuninck-Quick-Step      | z.t.       |
| 5                              | Rutger Wouters      | Team Thielemans-De Hauwere | z.t.       |
| 6                              | Wessel Krul         | SEG Racing Academy         | z.t.       |
| 7                              | Tim Marsman         | Metec-Solarwatt p/b Mantel | z.t.       |
| 8                              | Kenneth Van Rooy    | Sport Vlaanderen-Baloise   | 22"        |
| 9                              | Jason Van Dalen     | Metec-Solarwatt p/b Mantel | 23"        |
| 10                             | Lennert Van Eetvelt | Lotto Soudal               | 24"        |

2020 · 2021 · 2022